# Ja wam pokażę! (film)
Ja wam pokażę! – polski film fabularny (komedia romantyczna) z 2006 w reżyserii Denisa Delicia, ze scenariuszem na bazie powieści Katarzyny Grocholi pod tym samym tytułem. Kontynuacja losów Judyty z filmu Nigdy w życiu!. W 2007 na podstawie książki i filmu nakręcono serial telewizyjny z Edytą Jungowską w roli głównej.

## Produkcja
Po komercyjnym sukcesie filmu Nigdy w życiu!, stworzonego na podstawie pierwszej części cyklu Żaby i anioły Katarzyny Grocholi, producent filmu Tadeusz Lampka rozważał zekranizować jego drugą część, Serce na temblaku. Filmowa realizacja książki nie doszła do skutku ze względu na brak porozumienia między Lampką a Grocholą: Lampka uznał, że powieść jest „niefilmowa” i zaproponował Grocholi sprzedaż praw do postaci, na co nie przystała pisarka (wg Lampki Grochola zażądała 1 mln dolarów za prawa do postaci), nie zaakceptowała także scenariusza filmu. Ostatecznie powstała filmowa ekranizacja trzeciej części cyklu, Ja wam pokażę!, do której prawa wykupił Jacek Samojłowicz.  
Zdjęcia do filmu miały rozpocząć się w lutym 2005 r. Ostatecznie film był kręcony od 16 sierpnia do 19 września 2005. Opóźnienie wynikało ze zmiany reżysera – pierwotnie film miał reżyserować Krzysztof Lang, który jednak ze względu na inne zobowiązania zawodowe nie mógł wziąć udziału w projekcie. Film wyreżyserował Denis Delić, dla którego Ja wam pokażę! był samodzielnym pełnometrażowym debiutem fabularnym. Obsada filmu zmieniła się niemal całkowicie (jedynie Marta Lipińska i Krzysztof Kowalewski wystąpili jako rodzice Judyty) ze względu na fakt, że dotychczasowi odtwórcy postaci byli związani umową z Tadeuszem Lampką. W filmie wystąpiła także Hanka Bielicka, dla której był to pierwszy występ w pełnometrażowym filmie od roli w Panu Wołodyjowskim (1969). W przeciwieństwie do Nigdy w życiu! większy wpływ na całokształt filmu miała Katarzyna Grochola, która współtworzyła scenariusz i uczestniczyła w zdjęciach na planie. Plan zdjęciowy zlokalizowano w: Warszawie (pasaż „Wiecha” przy Ścianie Wschodniej, biurowiec Warszawskiego Centrum Finansowego przy ul. Emilii Plater 53, gmach dawnej Kasy Pożyczkowej Przemysłowców Warszawskich przy ul. Złota 1, stacja kolejowa Warszawa Powiśle, Port lotniczy Okęcie), Zakopanem, Witowie w gminie Kościelisko (kaplica Świętej Anny).
30 stycznia 2006 wydano album Ja wam pokażę!, zawierający ścieżkę dźwiękową filmu.

## Fabuła
Judyta i Adam planują wziąć ślub, jednak córce Judyty, Tosi, nie podobają się plany matrymonialne mamy. Zresztą wymarzony ślub w egzotycznej scenerii się oddala – paszport Judyty stracił ważność, a Adam wyjeżdża na stypendium do Stanów Zjednoczonych. Judyta zaczyna podejrzewać, że Adam ją zdradza, a na domiar złego w jej życiu ponownie pojawia się były mąż.

## Obsada
- Grażyna Wolszczak – jako Judyta Kozłowska
- Katarzyna Grochola – jako wewnętrzny głos Judyty
- Paweł Deląg – jako Adam, partner Judyty
- Cezary Pazura – jako Tomasz Kozłowski, były mąż Judyty
- Maria Niklińska – jako Tosia Kozłowska, córka Judyty
- Krzysztof Kowalewski – jako Karol, ojciec Judyty
- Marta Lipińska – jako matka Judyty
- Hanka Bielicka – jako Hania, ciotka Judyty
- Mieczysław Grąbka – jako redaktor naczelny gazety
- Tadeusz Szymków – jako Artur Kochasz, nowy redaktor naczelny gazety
- Anna Prus – jako Jola, partnerka Tomasza
- Anna Korcz – jako złośliwa koleżanka Judyty w redakcji
- Agnieszka Pilaszewska – jako Ula, przyjaciółka Judyty
- Waldemar Błaszczyk – jako Krzysztof, partner Uli
- Bartosz Obuchowicz – jako Filip, „chłopak” Tosi
- Maksymilian Pawłowski – jako Piotr Hański ps. „Małolat”, bratanek Judyty
- Kamil Miondlikowski – jako „Skin”
- Małgorzata Kościelniak – jako dziennikarka Małgosia, koleżanka Adama z RMF FM
- Maciej Gąsiorek – jako policjant
- Nela Obarska – jako kobieta w kawiarni
- Brygida Turowska – jako kobieta w kawiarni
- Violetta Arlak – jako kobieta w kawiarni
- Jacek Samojłowicz – jako urzędnik biura paszportowego
- Robert Ostolski – jako kelner

## Odbiór filmu
W pierwszym tygodniu od premiery film obejrzało ponad 500 tys. widzów. Ostatecznie film obejrzało 1,179 mln osób, a według „Raportu o kinematografii” (2009) był 16. najpopularniejszym polskim filmem w latach 1989–2008. Film zebrał negatywne recenzje. Krytycy zarzucali mu m.in. słabą reżyserię, rozczarowującą grę aktorską i nieudany montaż.